# Cultura di Bonu Ighinu

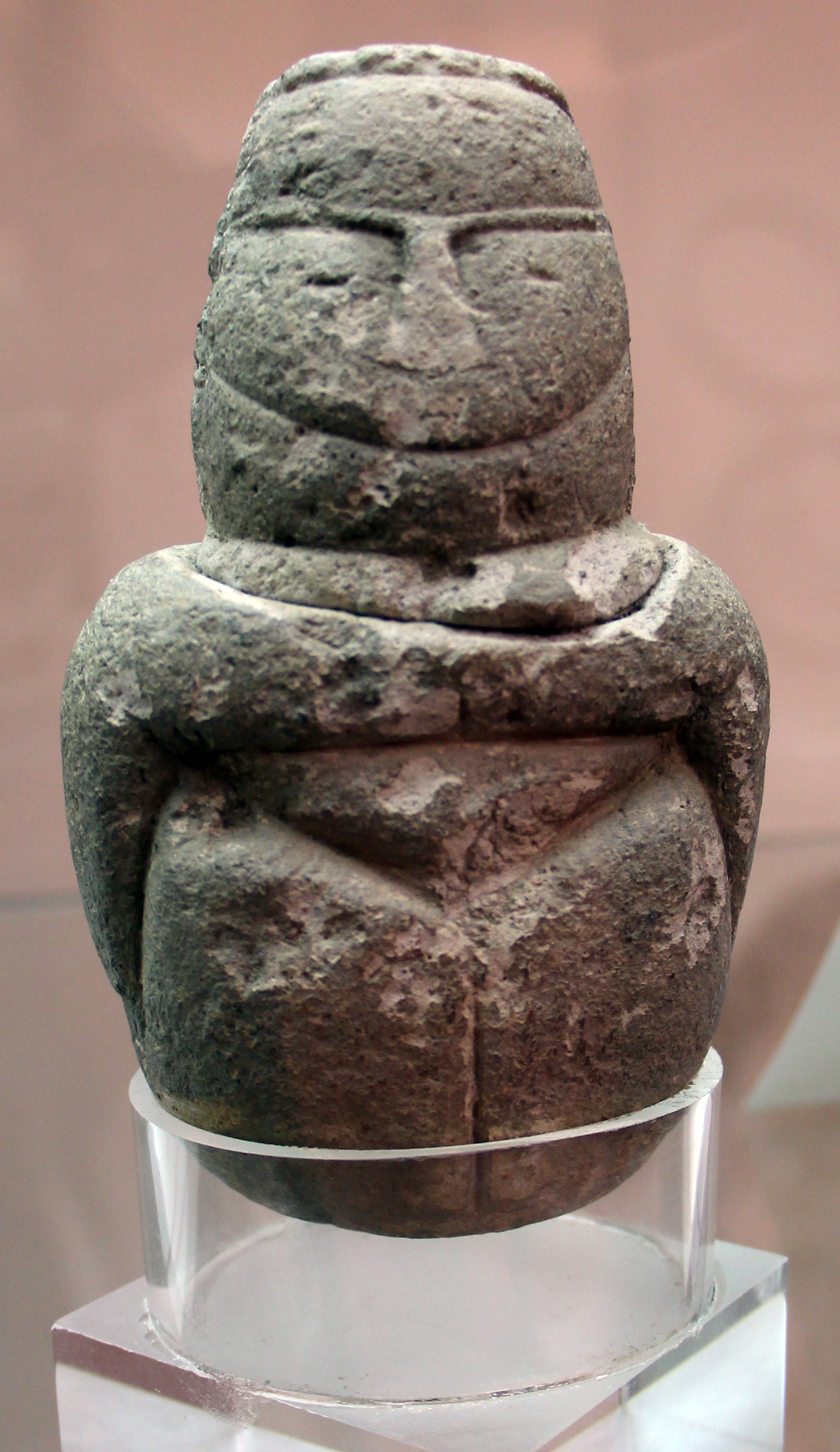
Neolitico, cultura di Bonu Ighinu, statuetta della Dea madre, 4000-3500 ac., da Santa Mariedda (Olbia)

La cultura di Bonu Ighinu è una cultura prenuragica sviluppatasi in Sardegna durante il IV millennio a.C. (4000-3400 a.C. o  4900-4400 a.C.). Prende il nome dal Santuario di Nostra Signora di Bonu Ighinu, nel territorio del comune di Mara, in provincia di Sassari, in cui si trova la grotta di Sa Ucca de su Tintirriolu  (la bocca del pipistrello), nella quale nel 1971 furono osservate per la prima volta, da Renato Loria e David H. Trump, testimonianze archeologiche riconducibili a questa cultura.

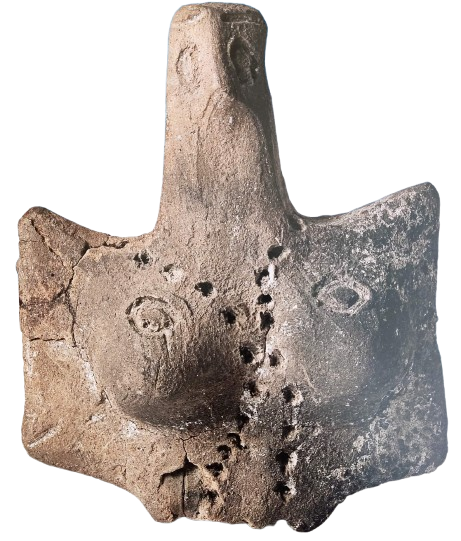
Dea Madre, Grotta Tintirriolu (Mara)

È considerata la prima cultura in Sardegna ad aver utilizzato le cavità naturali come sepolcri, che costituirono poi piccole necropoli. I morti erano sepolti in tombe a fossa ed in piccole grotte artificiali, di forma ovale e con soffitto a volta.
Le popolazioni che svilupparono questa cultura praticavano l'agricoltura e preferivano abitare vicino alle coste. Sono stati fatti vari ritrovamenti, riconducibili a questa cultura, anche in zone dell'interno, quando queste popolazioni occuparono siti che furono abitati da culture precedenti. Si diffuse poi nella pianura di Oristano, non lontano dai giacimenti di ossidiana e dai porti di quelle coste. Le case erano prevalentemente interrate, con armatura di pali e coperture realizzate con erbe palustri.

## Primi insediamenti
Il versante occidentale della Sardegna è caratterizzato da un alto numero di testimonianze della  cultura di Bonu Ighinu, in contrasto con quello orientale nel quale le uniche attestazioni relative a questo periodo ci giungono dalla "grotta rifugio" e dalla grotta Corbeddu, entrambe situate nel territorio del comune di Oliena, in provincia di Nuoro. La maggiore densità di insediamenti nella parte occidentale dell'isola potrebbe essere stata determinata anche dalle caratteristiche geografiche di questa zona, che presenta stagni, lagune e spazi pianeggianti di un certo rilievo che costituiscono una fonte di risorse naturali che favorivano gli insediamenti.
I siti di insediamento sono costituiti per la maggior parte da grotte naturali o da ripari posti sotto le rocce. I siti all'aperto sono invece meno numerosi ed hanno restituito solo reperti per lo più sporadici; probabilmente costituivano agglomerati di capanne di forma circolare o ellissoidale, dei quali però non è rimasta alcuna traccia. La ripartizione degli insediamenti della  cultura di Bonu Ighinu sovente riproduce quella del Neolitico antico. Sono infatti occupate zone pianeggianti, colline, altipiani e la montagna. La maggior parte degli insediamenti sorge in prossimità di corsi d'acqua, di stagni o del mare.
L'analisi dei reperti archeologici della cultura materiale ha permesso di evidenziare i caratteri peculiari di questa cultura e di evidenziare le analogie con la successiva cultura di Ozieri.

## La ceramica
Le testimonianze fittili relative alla  cultura di Bonu Ighinu provengono in prevalenza dai siti in grotta o dai ripari sotto roccia. Una grande quantità di ceramiche attribuibili al neolitico medio è stata restituita dalla necropoli ipogeica di  Cuccuru s'Arriu. In alcuni casi, invece, reperti fittili sono stati rinvenuti in modo casuale e non legati ad alcun tipo di contesto, ma per i caratteri generali della struttura, per il tipo di impasto e soprattutto per la decorazione possono essere riferiti all'orizzonte culturale di Bonu Ighinu.

### Le varie classi di impasti
La produzione ceramica comprende tre classi di impasti:
- grossolano
- semi-fine
- fine

I vasi ad impasto grossolano e semi-fine, di colore vivo e rosso, hanno le superfici poco lisciate, e non sono decorati.
Le forme vascolari che prevalgono sono molto semplici e consistono in scodelle emisferiche e vasi a collo. Sono assenti le grandi anse e la presa è assicurata da piccole anse con perforazione orizzontale.
La terza categoria è caratterizzata da un impasto duro, molto depurato, ben cotto, a superficie sempre molto lisciata, quando non levigata e brillante, generalmente di colore grigio, grigio-rosso o grigio bruno, a volte nero.

### Le forme dei vasi
Le forme vascolari predominanti sono: scodelle emisferiche a calotta bassa o profonda, aperte o ad orlo rientrante; ciotole carenate, alte o basse, a spigolo angolare o arrotondato, con innesto anche a gradino di colli sia brevi che sviluppati, spesso estroversi; olle a collo fuso o distinto; vasi globulari biansati, con corte spalle rientranti e collo cilindrico. Sono inoltre presenti microvasetti, mestoli e cucchiai.
Tutte le fogge hanno generalmente la base convessa e recano anse modellate e decorate con piccole figure umane o con protomi zoomorfe.

### Le decorazioni
La decorazione costituisce il carattere distintivo della  cultura di Bonu Ighinu. Essa appare sulla superficie esterna delle ceramiche ad impasto depurato (su due esemplari provenienti da  Sa Ucca de su Tintirriolu appare anche su quella interna), predilige i bordi, la carena e le prese. Si possono distinguere diversi tipi di tecniche decorative, che raramente sono tra loro associate:
- l'impressione con bulino a punta fine che lascia dei piccoli punti circolari o triangolari, disposti in file orizzontali e parallele, sotto il bordo o alla base del collo, o organizzati in forme di triangolo, d'arco e di scacchiera;
- l'incisione a crudo di tacche molto piccole e ravvicinate, poste sulla superficie esterna, sulla carena dei vasi e alla base del collo dei vasi a collo;
- l'incisione a crudo di triangoli riempiti da un fitto reticolo di rombi, di linee o di  zig-zag;
- l'incisione a crudo di triangoli riempiti da trattini;
- l'incisione sull'impasto cotto o graffito, solamente sui vasi carenati o sui vasi a collo, di motivi a stella (Sa Ucca de su Tintirriolu, grotta dell'Inferno);
- l'impressione di file di grossi punti (monte Majore);
- bande incise e punzonate (monte Majore);
- bande tratteggiate (sono molto rare, si trovano a  monte Majore ed a contatto di strati epicardiali);
- piccoli bottoni a pastiglie, cordoni impressi, file di unghiate.

Le prime due tecniche di esecuzione sono quelle dominanti e caratteristiche della cultura.

## L'industria litica
Le notizie sull'industria litica sarda riferibili alla  cultura di Bonu Ighinu non sono abbondanti. Infatti i ritrovamenti di oggetti in pietra scheggiata e levigata sono molto poveri e limitati. Anche in questo caso, come per la ceramica, la maggior parte delle informazioni in nostro possesso, giungono dagli insediamenti in grotta o dai ripari.
L'industria litica scheggiata continua la tradizione del Neolitico Antico. Essa presenta trapezi a ritocco erto e piatto, semilune a ritocco erto e dorsale, bulini, grattatoi, punte foliate. Un nucleo in selce ed uno in ossidiana provengono dalla grotta di  Sa Ucca de su Tintirriolu ed altri piccoli nuclei in ossidiana sono stati rinvenuti a  Cuccuru s'Arriu e nella grotta rifugio di Oliena.

### Il commercio dell'ossidiana
La materia prima che prevale è l'ossidiana. In alcuni siti, come il riparo sotto roccia di  Cala di Villamarina e  Su Carroppu, l'industria litica è esclusivamente in ossidiana. Solo nella grotta di Filiestru la pietra di gran lunga più usata era la selce, perché era più abbondante sul posto.
In questo periodo si rivela una crescita del commercio dell'ossidiana con ben documentate esportazioni in Corsica, Italia centrale e settentrionale e Francia meridionale.
L'industria su pietra levigata annovera: asce e accette levigate, che hanno forma trapezoidale nella grotta di  monte Majore, macine e macinelli ellissoidali, levigatoi, pestelli in porfido, quarzo e granito.

### Gli oggetti ornamentali in pietra
Una svolta rispetto al Neolitico Antico avviene nella produzione di oggetti ornamentali in pietra, che sembrerebbe essere la conseguenza dell'aumentata domanda rispetto al periodo precedente. Il rinvenimento nel livello 5 della trincea D nella grotta di Filiestru(uno strato sicuro di cultura di Bonu Ighinu) di un frammento di un anellone in pietra grigio scura di sezione ellittica ha permesso di riferire al Neolitico medio anche altri anelloni litici, ben levigati, rinvenuti casualmente, in altre zone della Sardegna: Monte d'Accoddi, Sa Binza Manna, monte Majore, grotta Bariles ed altri. Gli esemplari di grotta Bariles e di Sa Binza Manna erano in associazione con altri materiali ben inquadrabili nell'orizzonte culturale di Bonu Ighinu.

### Gli anelloni in pietra
Interessante è la tecnica di esecuzione degli anelloni. Tutti i tipi presuppongono un disco cilindrico in pietra, di forma non necessariamente regolare, levigato in modo più o meno accurato. Su di esso veniva eseguito un foro in posizione centrica oppure eccentrica. Gli strumenti e le tecniche per eseguire il foro sono varie: si pensa che in alcuni casi si usasse un trapano cavo, con il quale si realizzava un unico foro, oppure diversi fori tangenti tra loro e disposti in forma circolare in modo da ottenere così un foro unico ed ampio. Un altro sistema usato era quello di incidere il disco cilindrico con bulino su una sagoma circolare approfondendone poi l'incisione fino ad ottenere il foro. Una volta ottenuto il foro in alcuni casi la superficie esterna veniva lasciata intatta, altre volte invece veniva modificata e tagliata in vari modi. Infine l'anellone veniva levigato in modo più o meno accurato. Le ipotesi sull'uso degli anelloni sono numerose. Gli studiosi che si sono occupati di questi particolari reperti hanno indicato queste funzioni:
1. arma da getto
2. oggetto ornamentale: bracciale, pendaglio, anello da naso
3. oggetto simbolico, segno di comando
4. oggetto che serviva per tagliare

Per i frammenti viene inoltre ipotizzata la possibilità di un riuso come spianatoio delle cuciture o lisciatoio delle superfici interne dei vasi. Tra queste ipotesi la 2 e la 3 sembrano le più accreditate; la 2 si riferirebbe all'uso degli anelloni più piccoli, mentre la 3 a quelli di maggiori dimensioni.

### Gli anelli in pietra in altre culture
Oltre che in Sardegna, anelloni litici sono stati rinvenuti anche in zone dell'Italia, specialmente in Italia settentrionale. Gli anelloni litici, rinvenuti in queste zone, in tempi relativi al Neolitico antico, vengono attribuiti alle varie facies culturali proprie dell'area padana: ceramica impressa ligure, facies del Vhò, gruppi friulani, cultura di Fiorano. Anelloni litici sono presenti in alcune culture del neolitico medio della penisola, per esempio nella cultura di Ripoli. Sempre nel livello 5 della trincea D della grotta di Filiestru sono stati rinvenuti anche vasi in pietra di varia forma, decorati e lisci. Un esemplare di vaso in pietra proviene anche da Sa Ucca de Su Tintirriolu ed è stato rinvenuto in uno strato puro di cultura di Bonu Ighinu; questo vaso è completamente decorato da file graffitte di nastri a zig-zag. Vasi in pietra che trovano confronti con questi sono stati rinvenuti anche in altre zone della Sardegna. Si pensa che questi oggetti fossero di uso domestico riservati alla mensa in particolari occasioni e per ceti distinti, oppure che servissero per atti di culto. La materia prima di cui sono fatti (marna, calcare e trachite) proviene dalle zone in cui sono stati ritrovati.
Sono state inoltre trovate numerose statuette di figura femminile adiposa, sicuramente raffiguranti la Dea Madre ed il cui culto era diffuso in gran parte dell'Europa neolitica.
Le ricerche archeologiche hanno evidenziato la presenza di un originale culto dei defunti, con un corredo funerario costituito da materiale litico, ceramico od osseo.